# Penthos
Penthos (grekiska Πενθος) var ett andeväsen i den grekiska mytologin. Hans latinska namn var Luctus, som betyder "sorg". Han var en personifiering av sorg, bedrövelse och klagan.
Penthos var son till Aither (Luften) och Gaia (Jorden).